# Milivoje Petrović Blaznavac

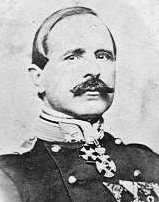
General Milivoje Petrović Blaznavac

Milivoje Petrović Blaznavac (* 16. Mai 1824 in Blaznava; † 5. April 1873 in Belgrad) war ein serbischer Politiker und Offizier.

## Leben
Blaznavac war womöglich ein illegitimer Sohn von Miloš Obrenović, dem Begründer der Herrscher-Dynastie Obrenović. Er trat frühzeitig ins serbische Heer und war bereits 1849 Major. Er ging 1850 nach Wien, dann nach Frankreich, wo er in der Kriegsschule studierte und sich in Paris in der Staatsökonomie unterrichten ließ, und hierauf nach Belgien, wo er die Waffen- und Maschinenfabriken besuchte. 1865 wurde er unter dem Fürsten Mihailo Obrenović Kriegsminister, richtete die serbischen Militäranstalten nach französischem Muster ein und brachte eine starke Nationalmiliz zustande. Nachdem 1868 Fürst Mihailo Obrenović ermordet worden war, war Blaznavac federführend daran beteiligt, den noch minderjährigen Milan II. Obrenović auf den serbischen Fürstenthron folgen zu lassen. Blaznavac war Mitglied des Regentschaftsrates und wurde nach erreichter Volljährigkeit des Fürsten im August 1872 Ministerpräsident und zugleich Kriegsminister. Er konnte somit maßgeblich die serbische Politik bestimmen.